# 1690년 잉글랜드 총선
명예혁명이후 컨벤션 의회가 윌리엄 3세와 메리 2세를 공동국왕으로 추대하고, 권리장전이 선포됨에 따라, 새 의회가 소집된다

## 선거 결과
| 정당   | 의석 수 |
| ------ | ------- |
| 토리당 | 243석   |
| 휘그당 | 241석   |
| 기타   | 29석    |
| 합계   | 551석   |